# Elisabeth Bergstrand-Poulsen
Pour les articles homonymes, voir Bergstrand et Poulsen.
Elisabeth Bergstrand-Poulsen, dite aussi Lisa Bergstrand (Långasjö, 1887 - Copenhague, 1955), est une écrivaine, peintre, illustratrice et artiste textile suédoise active au Danemark.
En tant que peintre, elle expose à partir de 1922, se spécialisant d'abord dans les portraits d'enfants, puis dans les sujets religieux, notamment les retables. Elle se lance dans l'écriture en 1926 avec un livre copieusement illustré sur les habitants de son Småland natal, le premier de nombreux ouvrages à succès influencés par ses fortes convictions chrétiennes et ses souvenirs d'enfance.

## Biographie

### Jeunesse et formation
Anna Elisabeth Albertina Bergstrand naît à Långasjö, dans le sud-est de la Suède, le 12 novembre 1887. Fille de l'instituteur et organiste Per Magnus Bergstrand (1855-1927) et d'Anna Hammargren (1861-1946), une chrétienne fervente, elle est la deuxième de six enfants,. Élevée dans une famille de musiciens, son père lui enseigne les matières scolaires et le piano. Comme la famille n'a pas les moyens de l'envoyer au lycée, elle aide à la maison et lit beaucoup. Elle devient une amie proche de Gertrud Lilja (sv), avec qui elle partage son intérêt pour l'art et la littérature.
Après avoir étudié à l'institut royal d'Art de Stockholm (1909-1913), elle entreprend, grâce à une bourse suédoise, un long voyage d'études en France, en Italie et en Algérie (1913-1916). Pendant son séjour à Rome, elle rencontre le sculpteur Axel Poulsen (en) (1887-1972) qu'elle épouse en novembre 1917 après son retour au Danemark. Ils ont deux fils, Ivar (1918) et Hans (1920).

### Carrière

#### Peintre
Elisabeth Bergstrand-Poulsen expose pour la première fois ses portraits d'enfants au palais de Charlottenborg, à Copenhague, lors de l'exposition d'automne 1922, puis ses intérieurs lors de l'exposition de printemps 1923. Ses portraits et ses intérieurs sont peints dans le style naturaliste de l'époque. Elle réalise aussi des eaux-fortes, des lithographies et de la céramique. En 1926, son exposition d'une soixantaine d'illustrations représentant les habitants du Småland à la galerie Gummeson (en) de Stockholm a reçu un accueil enthousiaste. Pendant les neuf années qui suivent son mariage, elle consacre ses talents artistiques à la conception de leur maison de Charlottenlund, au nord de Copenhague. Inspirée par leur intérêt commun pour l'Italie et la Renaissance, elle est connue sous le nom de Klosteret (le cloître) en raison de son impressionnante apparence d'église,. Dans ses mémoires publiés en 1940, elle explique la signification de la maison en ces termes :

« Nous aimons notre maison, créée avec des matériaux irrationnels pour une maison : des désirs et des rêves, des impressions d'est et d'ouest, de soleil et de lune, c'est-à-dire d'Italie, de Grèce, de France et du Danemark. Elle a été construite par la foi de l'homme et le faible pouvoir de la femme. Et comme un autel érigé pour tout ce qui est beau. »

Plus tard, elle se tourne vers les sujets religieux, en particulier la tapisserie, avec notamment Kvinnans årstider (« Les âges de la femme »), qui a été tissée dans l'atelier de Barbro Nilsson à Stockholm et qui est désormais conservé au musée de Småland,. En 1950, elle crée un retable pour l'église de Långasjö mais il n'est pas inauguré avant 1957, deux ans après sa mort.

#### Écrivaine
Elisabeth Bergstrand-Poulsen n'entame sa carrière littéraire qu'à l'âge de 39 ans, lorsqu'elle publie Värendskvinnor från Långasjö socken i bilder och ord (« Les hôtesses de la paroisse de Långasjö en images et en mots », 1926), qui présente des femmes de sa paroisse natale de Småland dans un livre richement illustré. Parmi ses autres œuvres à succès figurent Hjältar och hjältedåd (« Héros et actes héroïques », 1930), Glad och god skal människan vara - och stark (« Un homme heureux et bon sera - et fort », 1934) et Väven (« Tissage », 1941). Toutes ces œuvres sont inspirées de ses fortes convictions chrétiennes et des souvenirs de son enfance dans le Småland.
En 1940, elle publie ses mémoires sous le titre Hök, får jag låna dine vingar (« Hawk, puis-je emprunter tes ailes ? »). Ses œuvres les plus populaires, comme Väven et Kronan, ont été traduites en plusieurs langues, notamment en danois, norvégien, néerlandais, allemand ou anglais,.
Elisabeth Bergstrand-Poulsen meurt à Charlottenlund, à Copenhague, le 18 février 1955, et est enterrée au cimetière d'Ordrup (en), à Ordrup, dans la banlieue nord de la capitale danoise,.